# Dhamia
Dhamia (nep. धम्जा) – gaun wikas samiti w zachodniej części Nepalu w strefie Dhawalagiri w dystrykcie Baglung. Według nepalskiego spisu powszechnego z 2011 roku liczył on 600 gospodarstw domowych i 2494 mieszkańców (1437 kobiet i 1057 mężczyzn).